# Цигилик, Олег Иванович
Олег Иванович Цигилик (3 апреля 1939, Коропуж — 17 апреля 2025) — советский и украинский певец (баритон), дирижёр, педагог, заслуженный деятель искусств УССР, кандидат наук в области искусствоведения. Преподаватель Львовской консерватории, руководитель мужской капеллы «Горн» и капеллы «Трембита». Организатор (1988 год) и художественный руководитель капеллы «Гомон».

## Биография
Отец Олега Цигилика, Иван, участвовал в сельском церковном хоре, некоторое время был его старостой, руководил сельским драмкружком. В первые годы советской власти он был проводником ОУН. Тайник выдал двоюродный брат, отец с товарищем застрелились, чтобы живыми в руки КГБ не сдаться. Олег остался круглой сиротой — за два года до этого умерла мать, воспитывал его дедушка.
В 1967 году окончил Львовскую государственную консерваторию. С того же года работал преподавателем, руководителем хора и заведующим дирижёрско-хорового отдела Дрогобычского музыкального училища, руководил основанной им хоровой капеллой «Легенда» при городском Доме культуры.
Во Львове в течение 1977—1986 годов работал в ряде коллективов: хоре студентов консерватории, народной хоровой капелле политехнического института, народной мужской хоровой капелле «Горн», с академическим хором «Каменщик» Львовского государственного университета им. И. Франко.
В 1983—1986 годах преподавал вокал и дирижирование, руководил классом хора музыкально-педагогического факультета Дрогобычского пединститута им. И. Франко, руководил народной хоровой капеллой «Легенда» городского Дома культуры. В 1986—1988 годах был художественным руководителем и главным дирижёром хоровой капеллы «Трембита». С 1988 года преподавал и руководил академическим хором преподавателей Львовского музыкально-педагогического училища им. Ф. Колессы и организованного им мужского хора «Гомон».
С 1990 года — старший преподаватель, с 1993 года — доцент кафедры хорового дирижирования Львовской государственной консерватории им. Лысенко, одновременно руководитель учебного хора студентов Львовского музучилища им. С. Людкевича. В 2000—2001 годах руководил хором и преподавал вокал в Львовской духовной семинарии Св. Духа. В 2001—2003 годах был художественным руководителем, главным дирижёром заслуженной хоровой капеллы «Боян» имени Евгения Вахняка. С 2003 года преподавал сольное пение и дирижирование и руководил Львовским муниципальным хором «Гомон».
В 1990—2005 годах был председателем областного отделения хорового общества имени Николая Леонтовича, в составе координационного совета Всеукраинского музыкального союза, председатель и член жюри многих конкурсов хоровой и вокальной музыки. В 2002—2004 годах — государственный стипендиат. С 2008 года является профессором Львовской национальной академии им. Н. Лысенко.
Дирижировал сводным хорами: в 1996 году — по случаю 400-летия Брестской унии, Рим; в 2000 году — к 2000-летию Рождества Христова, Зарваница (Тернопольская область); в 2001 году — по случаю приезда на Украину Папы Римского; в 2007 году — на открытии памятника Бандере во Львове.
Среди его учеников — заслуженный артист Украины Орест Сидор, победитель песенного конкурса в Карловых Варах (2013) Михаил Малафий.
Скончался 17 апреля 2025 года.

## Публикации
- Хорова література. Патріотичні твори українських композиторів / упоряд. Олег Цигилик. — Л.: Каменяр, 2009. — 183 с.
- Хорова література. Стрілецькі та повстанські пісні : навч.-метод. посібник для вищ. навч. закладів культури і мистецтв I-IV рівнів акредитації / упоряд. Олег Цигилик. — Л.: Каменяр, 2009. — 253 с.
- О. Цигилик. Музично-стильові особливості повстанських пісень східної Галичини // Молодь і ринок. — 2011. — Листопад (№ 11 (82)). — С. 56—59.